# Whepstead
Whepstead is een civil parish in het Engelse graafschap Suffolk.